# Tartuffe

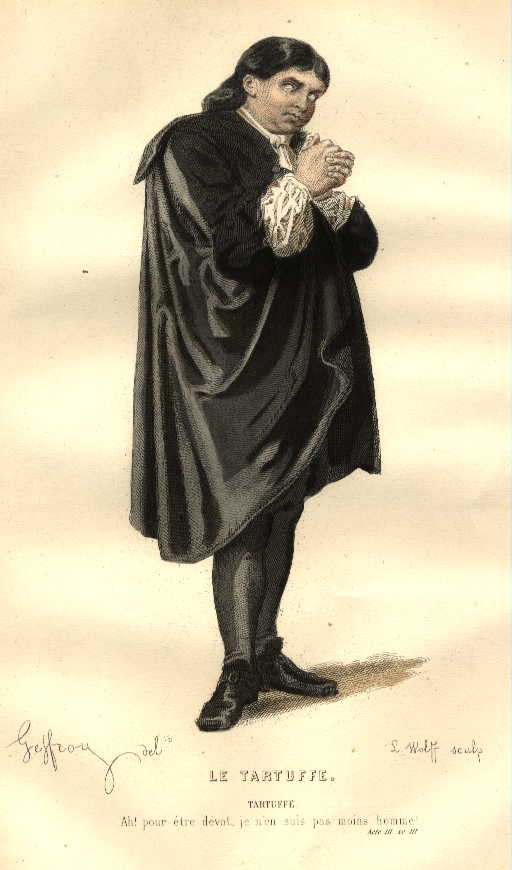
Tartuffe 19. századbeli színpadi kosztümterve

A Tartuffe Molière francia színdarabíró egyik legismertebb, ötfelvonásos vígjátéka. 1664-ben írta, és ugyanebben az évben május 12-én mutatták be Versailles-ban. A darabot szinte azonnal cenzúrázták a XIV. Lajos királyt körülvevő, odaadó hívek felzúdulása miatt. Bár a királynak nem volt személyes érdeke a darabot betiltani, befolyásos udvari emberei hatására mégis megtette. Ezek az emberek ugyan mind mélyen vallásosnak mutatkoztak, a valóságban java részük igencsak álszent módon viselkedett, és a hozzájuk hasonló képmutatókat pellengérezte ki Molière a művében. A címet adó beszédes név – tartuffe: álszent, képmutató; az olasz komédia egyik visszatérő szereplője (Tartufo) – a francián kívül még sok más nyelvben is megtalálható mint a jámborságot megjátszó ember karakterének szimbóluma.

## Főszereplők
- Orgon, a ház ura és Elmira férje
- Elmira, Orgon második felesége
- Pernelle asszony, Orgon anyja
- Damis, Orgon és Elmira fia
- Mariane, Orgon és Elmira lánya és Valère jegyese
- Cléante, Orgon sógora
- Tartuffe, hamisan vallásos férfi, álszent
- Valère, Mariane jegyese
- Dorine, Mariane szolgálója

Ezenkívül rokonok, szobalányok, szolgálók és Argas (személyesen nem jelenik meg a darabban), Orgon barátja. Argas bizonyos dokumentumokat bíz Orgonra, amit Tartuffe ellop azzal a céllal, hogy felhasználja Orgon ellen.
Színtér: Párizs, 1660-as évek, Orgon háza.

## A cselekmény összefoglalója
Orgon, a jómódú francia polgár, anyjával, Pernelle asszonnyal együtt egy látszólag mélyen vallásos, cselszövő kalandor, Tartuffe befolyása alá kerül. Tartuffe színleli az erkölcsösséget, viselkedése és beszédmodora erényesen kenetteljes. A családtagok hamarosan átlátnak Tartuffe karakterén, de Orgont és anyját nem tudják meggyőzni arról, hogy a férfi egy kalandor. Pernelle asszony - szobalánya kíséretében - távozik, szidva a család magatartását a „szent emberrel” szemben. Érdekes módon, Tartuffe célját nem hazugsággal akarja elérni, hanem azzal, hogy Orgont mint a ház urát, a család feletti hatalom gyakorlására ösztönzi. Arra számít, hogy Orgon manipulálásán keresztül majd ő lesz a ház ura. Lépésről lépésre közeledik céljához: törvényes kontroll alá igyekszik helyezni Orgont és családját. Mariane és Valér ekkor már jegyesek voltak, Orgon mégis Tartuffe-höz akarja adni lányát, hogy a családjában tudhassa a férfit, aki azonban Elmirába szerelmes titkon.
A család kidolgoz egy tervet Tartuffe lebuktatására. Elmira kettesben találkozik Tartuffe-fel, hogy távozásra biztassa, de Tartuffe tervei egészen mások. Mint vendégnek, vallásos embernek ezt természetesen bűn lenne elkövetni, tehát vallomása végre ellene szólna. Tartuffe meg is próbálja Elmirát elcsábítani, de Orgon fia, Damis, aki a háttérben hallgatózik, nem bírja tovább, kiugrik rejtekhelyéről, és leleplezi Tartuffe-öt. Tartuffe először megijed, de mire Orgon belép, összeszedi magát, és felveszi jámbor, vallásos maszkját. Orgon meg van győződve, hogy Damis hazudik, és kiparancsolja fiát a házból. Orgon, hogy elejét vegye a pletykáknak és megmutassa, hogy ő dönt, megengedi, sőt kéri, hogy Tartuffe Elmira közelében maradhasson, és találkozzanak csak kettesben. A hiszékeny Orgon kitűzi Tartuffe és lánya esküvőjét, sőt vagyonát is Tartuffe-re íratja. Elmira eldönti, hogy ezúttal határozottabban lép fel a kalandorral szemben. Megkéri Orgont, legyen tanúja a Tartuffe-fel való második találkozásnak. Orgon az asztal alá bújik, mindent hall, kimászik az asztal alól, készen arra, hogy Tartuffe-öt kizavarja a házból.
Csakhogy ettől a „jámbor hívőtől” nem lehet olyan könnyen megszabadulni. Tartuffe előkeríti azokat a dokumentumokat, amelyek Orgon számára problémát jelentenének, és elmegy a törvényszéki végrehajtóért, hogy Orgont letartóztattassa. Meglepetésére a rendőr Orgon helyett őt tartóztatja le. A király – aki közben értesült mindarról, ami Orgon házában lezajlott – az utolsó pillanatban közbelép, és Tartuffe-öt börtönbe zárják. Pernelle asszony visszatér, meggyőződik Tartuffe csaló mivoltáról, és az egész család boldog, hogy megszabadult a kalandortól, akiről kiderül, hogy megrögzött bűnöző.
Molière az egész darabot alexandrinusokban, tehát 12 tagú sorokban és rímelő verspárokban írta meg.

## A darab bemutatását követő problémák
Bár a közönségnek, sőt a királynak is tetszett a darab, különböző társadalmi körök azonnal megtámadták. Ilyenek voltak a római katolikus egyház, a francia felső osztály, és a Compagnie du Saint-Sacrement, egy háttérben működő befolyásos vallási szervezet. A párizsi érsek felhívást adott ki, amelyben kiközösítéssel fenyegette mindazokat, akik a darabot megnézik, játszanak benne, vagy akár elolvassák. Hogy az egyházat megbékítse, Molière újraírta a színdarabot, címéül a L’imposteurt választotta. Tartuffe helyett a főszereplőt Panulphe-nek hívta, és tompította a vallást kritizáló részeket. A változtatások ellenére az egyház nem engedett, XIV. Lajos támogatása nélkül Molière-t a katolikus egyház minden bizonnyal kiközösítette volna. Habár a nyilvános előadásokat betiltották, az arisztokrácia számára megengedték, hogy a darabot magánelőadásokon bemutathassák. 1669 után, amikor Molière ellenfelei kezdték elveszteni befolyásukat, megengedték, hogy színpadra vigye a darab utolsó verzióját. Ennyi gond után azonban az író eldöntötte, a jövőben tartózkodni fog az ilyen metszően éles darabok megírásától.
1667-ben Molière a Tartuffe körül viharzó kritikára egy nyilvános levélben reagált (Lettre sur la comédie de l'Imposteur). Azt próbálta bizonyítani, hogy a komédia elkerülhetetlen eleme a jó és a rossz, az igaz és a hamis, a bölcsesség és a butaság szembeállítása. A humoros elemek arra szolgálnak, hogy megvilágítsák a racionális cselekedetet és gondolkodást. Levelében ezt írta: „A komédia az a látható forma, amivel a természet ruházott fel mindent, ami észszerűtlen, azért, hogy meglássuk és ugyanakkor el is tudjuk kerülni ezt az észszerűtlenséget. Hogy fel tudjuk ismerni a komikust, tudnunk kell mi a racionális; meg kell látni annak hiányát, és ennek segítségével megállapítani miből is áll az észszerűség … a komédia lényege tulajdonképpen az össze nem illő dolgokban rejlik … a hazugság, a leplezés, csalás, a tettetés, mindez csak szereplés ami nem egyenlő a valósággal, sőt annak egyenesen ellentmond – lényegében ez alkotja a komédiát.”

## Feldolgozások
Színpad
Az idők folyamán számtalan színház mutatta be a Tartuffe-öt a világ színpadain, eredeti vagy modernizált felfogásban. Az előadások helyeit és számait szinte lehetetlen nyomon követni. 
Film
A német UFA filmstúdió 1925-ben némafilmre vitte a darabot Herr Tartüff címmel. Rendezője Friedrich Wilhelm Murnau, címszereplője Emil Jannings volt. Lil Dagover Elmire szerepét, Werner Krauss Orgonét alakította. A 2007-ben készült Molière című francia film Tartuffe-fel kapcsolatban sok direkt vagy indirekt utalást tartalmaz.
Opera
Kirke Mechem amerikai zeneszerző Tartuffe című háromfelvonásos operáját San Francisco operaházában mutatták be 1980-ban.

## Magyar fordítások
A Tartuffe-öt magyar nyelvre először Ernyi Mihály fordította le 1795-ben Tértüffe címmel.
A 19. században elsőként Fekete Soma fordította le és ezzel a fordítással is mutatta be a Nemzeti Színház 1857. július 4-én Tóth József rendezésében. A 19. században még Kazinczy Gábor fordította le 1863-ban és jelent is meg 1866-ban a Kisfaludy Társaságnál, a Molière vígjátékai című sorozatban és került bemutatásra a Nemzeti Színházban 1866. november 28-án. 
A 20. században először Ivánfi Jenő fordította le. Ez a fordítás 1904-ben jelent meg a Budapesti Hírlapban és a Nemzeti Színházban mutatták be 1904. december 10-én. 1943-ban jelent meg Jankovich Ferenc fordítása a Franklin Kiadónál és Apáthi Imre rendezésében mutatta be a Nemzeti Színház Kamaraszínháza 1943. október 8-án. Az 1950-es évek elején készült el Vas István fordítása, mely az egyik legjelentősebb változat. 1993-ban Petri György fordításában mutatta be a Budapesti Kamaraszínház, Kapás Dezső rendezésében, Kubik Anna (Elmira), Helyey László (Orgon) és Derzsi János (Tartuffe) főszereplésével.
A 21. század elején Parti Nagy Lajos átiratában mutatták be a Nemzeti Színház társulatának előadásában 2006. augusztus 11-én a Szentendrei Teátrumban Alföldi Róbert rendezésében, Udvaros Dorottya (Elmira), Stohl András (Orgon) és László Zsolt (Tartuffe) főszereplésével. A szöveg megírására Alföldi kérte fel az írót.
Parti Nagy eredetileg teljesen elhagyta az ötödik felvonást, melyben Tartuffe lelepleződik és megbűnhődik álságosságáért, mert úgy vélte, ez a befejezés hamis és hazug. Az első, 2006-os premiert követően a színházak ezzel a befejezéssel játszották a darabot, míg 2014-ben Bagossy László kérésére Parti Nagy megírta az ötödik felvonást, melyben Tartuffe megbűnhődik. Ezt a változatot először az Örkény István Színházban mutatták be 2015. február 16.-án, Znamenák István (Orgon), Pálya Pompónia (Elmira) és Nagy Zsolt (Tartuffe) főszereplésével. A Moliére átiratok című kötetben az ötödik felvonást is tartalmazó változat jelent meg a Magvető Könyvkiadónál, 2015-ben.

## Fordítás
- Ez a szócikk részben vagy egészben  a   Tartuffe című angol Wikipédia-szócikk fordításán alapul.  Az eredeti cikk szerkesztőit annak laptörténete sorolja fel. Ez a jelzés csupán a megfogalmazás eredetét és a szerzői jogokat jelzi, nem szolgál a cikkben szereplő információk forrásmegjelöléseként.